# Enache Jugănaru
Enache Jugănaru (n. 7 octombrie 1896 – d. 9 aprilie 1955) a fost un general român care a luptat în cel de-al Doilea Război Mondial.
Era locotenent-colonel în iunie 1940.
Generalul de brigadă Enache Jugănaru a fost trecut în cadrul disponibil la 9 august 1946, în baza legii nr. 433 din 1946, și apoi, din oficiu, în poziția de rezervă la 9 august 1947.

## Decorații
- Ordinul „Coroana României” în gradul de Ofițer (8 iunie 1940)[3]

## Legături externe
- en  Generals.dk